# Gary Dourdan
Gary Dourdan, geboren als Gary Robert Durdin, (Philadelphia, Pennsylvania, 11 december 1966) is een Amerikaans acteur.
Hij debuteerde in de televisieserie A Different World, waarvoor hij werd gecast door Debbie Allen. Hierin vertolkte hij de rol van Shazza Zulu. Zijn doorbraak beleefde hij in de televisiefilm Muhammad Ali: King of the World. Verder was hij onder andere te zien in NY Undercover, Cold Feet en Beggars & Choosers.
In CSI speelt hij Warrick Brown. Warrick Brown is goed bevriend met Nick Stokes, gespeeld door George Eads. In het echte leven zijn de twee ook bevriend.
Ook heeft Gary in diverse films gespeeld, onder andere Imposter (naast Gary Sinise) en Alien: Resurrection naast Sigourney Weaver en Winona Ryder.
Gary's hobby's zijn martial arts (vechtsport) en muziek maken. Hij speelt gitaar, basgitaar, piano, drums en saxofoon. Vroeger speelde hij in de band Rent Money. Tegenwoordig heeft hij nog steeds een eigen muziekstudio.
Zijn acteerwerk en muzikale prestaties draagt hij op aan zijn oudere broer Darryl. Deze is vermoord toen Gary zes jaar was. De zaak is tot op heden niet opgelost.
In 1992 trouwde Gary met actrice Roshumba Williams. Twee jaar later werd het huwelijk ontbonden. Op moment heeft hij weer een vriendin. Gary Dourdan woont in Los Angeles. Hij heeft twee kinderen: een zoon, Lyric en een dochter, Nyla.

## Filmografie

### Televisie
| 2000-2008 | CSI: Crime Scene Investigation | Warrick Brown     |
| 2002      | Lyric Cafe                     | Presentator       |
| 2000      | King of the World              | Malcolm X         |
| 1999      | Rendezvous                     | Jeff Nelson       |
| 1996      | Swift Justice                  | Randall Patterson |
| 1995      | The Office                     | Bobby Harold      |
| 1994      | Keys                           | Loot              |
| 1993      | Laurel Avenue                  | Anthony           |
| 1992      | The Good Fight                 | Elijah            |

### Gastoptredens in televisieseries
| 2002      | Fillmore!           | Ken Fillmore   |
| 2002      | CSI                 | Warrick Brown  |
| 2001      | Soul Food           | Jack Van Adams |
| 1999      | Seven Days          | Sgt. Mohmand   |
| 1998      | Sins of the City    | eerste episode |
| 1996      | Lois & Clark: TAS   | Ziggy          |
| 1994      | New York Undercover | Trey King      |
| 1991-1992 | A Different World   | Shazza Zulu    |

### Films
| 2011 | Jumping the Broom     | chef            |
| 2007 | Perfect Stranger      | Cameron         |
| 2005 | My Boy                | Phil Lynott     |
| 2005 | Black August          | George Jackson  |
| 2001 | Impostor              | Capt. Burke     |
| 2000 | Dancing in September  |                 |
| 2000 | Trois                 | Jermaine Davis  |
| 1999 | The Weekend           | Thierry         |
| 1999 | New Jersey Turnpikes  |                 |
| 1998 | Thursday              | Ballpean        |
| 1998 | Scarred City          | Sgt. Dan Creedy |
| 1997 | Alien: Resurrection   | Christie        |
| 1997 | Playing God           | Yates           |
| 1997 | Fools Paradise        | Derek           |
| 1997 | Get That Number       | James           |
| 1996 | Sunset Park           |                 |
| 1994 | The Paper             |                 |
| 1993 | Weekend at Bernie's 2 |                 |

### Videospellen/Stemmen
| 2005 | Kim Possible                                  | Team Imposible |
| 2004 | CSI: Dark Motives                             | Warrick Brown  |
| 2003 | CSI: Crime Scene Investigation (computerspel) | Warrick Brown  |
| 2002 | Wanted: Soulful Energy Xchange                | Gary           |
| 2000 | Alien: Resurrection                           | Christie       |

## Prijzen
| Jaar | Prijs                     | Voor                                            |
| ---- | ------------------------- | ----------------------------------------------- |
| 2006 | NAACP Image Award         | Beste Mannelijke Bijrol in een Dramaserie (CSI) |
| 2005 | Screen Actors Guild Award | CSI: Crime Scene Investigation (gehele cast)    |
| 2003 | NAACP Image Award         | Beste Mannelijke Bijrol in een Dramaserie (CSI) |
| 2000 | New American Cinema Award | The Weekend (gehele cast)                       |